# Йохана Елизабет фон Лайнинген-Вестербург
Йохана Елизабет фон Лайнинген-Вестербург (на немски: Johanna Elizabeth von Leiningen-Westerburg; * 27 януари 1659; † 27 март 1708, Конигсварт, Бохемия) е графиня от Лайнинген-Вестербург и чрез женитби графиня на Графство Вид и на Метерних-Винебург и Байлщайн над Мозел.

## Произход
Тя е дъщеря на граф Георг Вилхелм фон Лайнинген-Вестербург (1619 – 1695) и съпругата му графиня София Елизабет фон Липе-Детмолд (1626– 1688), дъщеря на граф Симон VII фон Липе и втората му съпруга графиня Мария Магдалена фон Валдек-Вилдунген.

## Фамилия
Първи брак: между 23 февруари и 31 декември 1672 г. или през 1676 г. с граф Георг Херман Райнхард фон Вид (* 9 юли 1640; † 7 юни 1690). Тя е втората му съпруга. Те имат децата:
- София Сабина (1677 – 1710), омъжена на 25 август 1698 г. във Валденбург за граф Георг Алберт фон Шьонбург-Хартенщайн (1673 – 1716)
- Фридрих Вилхелм (1678 – 1678)
- Йохан Фридрих Вилхелм (1680 – 1699)
- Максимилиан Хайнрих (1681 – 1706), убит в дуел, женен на 29 август 1704 г. в Детмолд за графиня София Флорентина фон Липе-Детмолд (1683 – 1758)
- Август (1683 – млад)
- Карл фон Вид (1684 – 1764), женен на 8 февруари 1707 г. в Шаумбург за графиня Шарлота Албертина фон Липе-Детмолд (1674 – 1740)
- Кристиан (1687 – 1754), женен на 2 ноември 1722 г. за графиня Регина Юстина фон Ауершперг (1676 – 1749)
- Георг Вилхелм (1689 – 1689)
- Вилхелмина Ернестина (1682 – 1754), монахиня в Кведлинбург
- Анна Сибила (1686 – 1722), омъжена на 28 август 1715 г. за граф Христиан Зигисмунд фон Вурмбранд-Щупах (1673 – 1737)
- София Амалия (1690 – 1761), омъжена 1713 г. за граф Христоф Хайнрих фон Щайн († 1731)

Втори брак: през 1692 г. с граф Дитрих Адолф фон Метерних-Винебург и Байлщайн († 24 декември 1695). Тя е втората му съпруга. Бракът е бездетен.

## Галерия
- Герб на род Лайнинген
- Гербът на Винебург-Байлщайн
- Гербът на Дом Метерних